# Нант

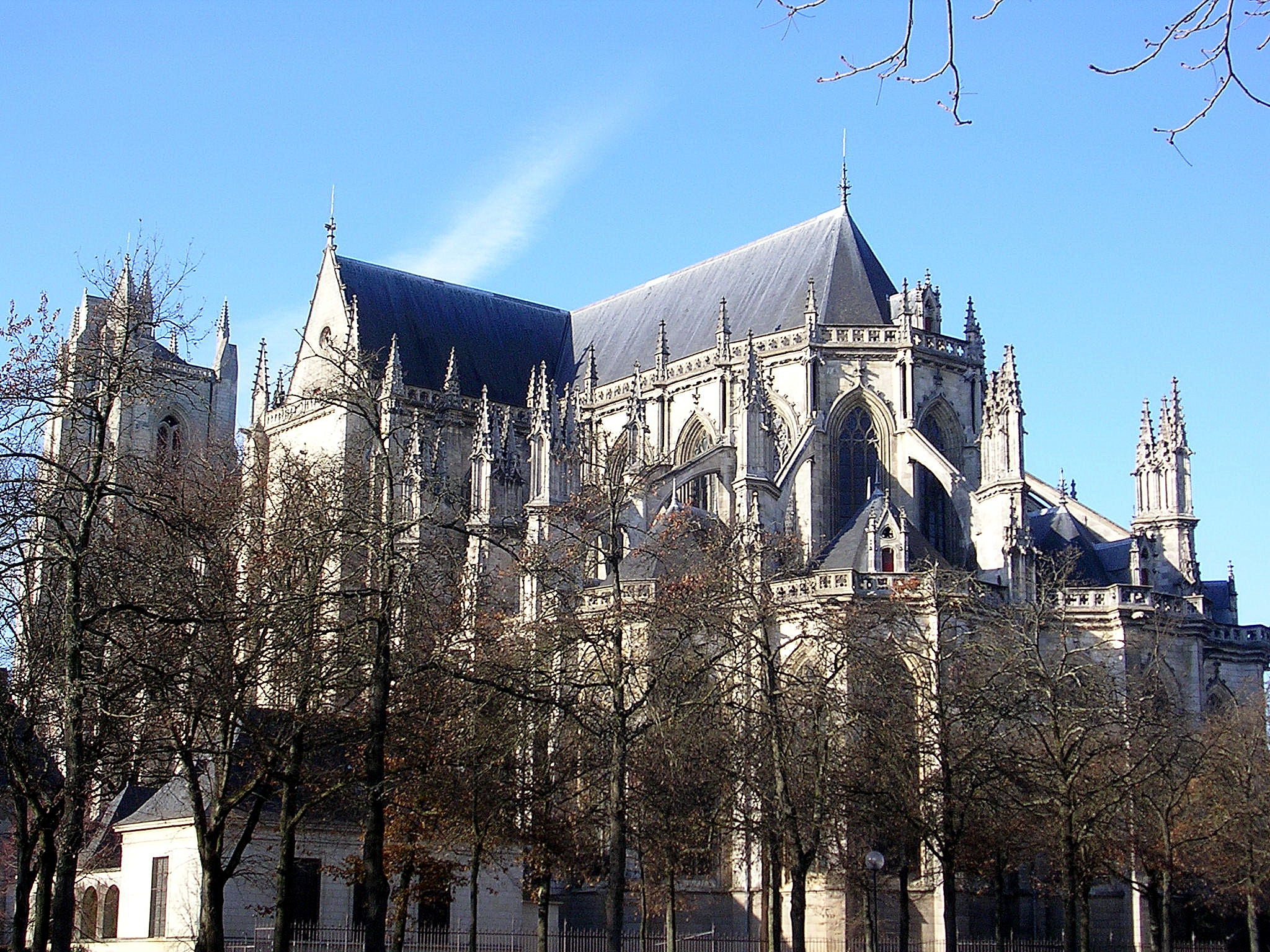
Нантський собор

Нант (фр. Nantes [nɑ̃t] д·і, брет. Naoned, ґалло Naunnt, Nàntt) — місто й муніципалітет у Франції, адміністративний центр регіону Пеї-де-ла-Луар та департаменту Атлантична Луара. Населення — 287 845 осіб (2011). Центр історичного Бретонського герцогства, хоча сьогодні в регіон Бретань не входить.
Муніципалітет розташований на відстані близько 350 км на південний захід від Парижа.

## Історія
Нант заснували понад 2 тисячі років тому галли-намнети, чиє ім'я збереглося в назві міста. Християнське вчення прийшло в місто в III столітті, коли Нант став центром єпархії. Навернення до християнства жителів Нанта пов'язують з іменами двох юних мучеників — святих Донаціана і Роґаціана.
Від 834 до 936 рік місто перебувало під пануванням норманів. У середньовіччі графи Нанта оскаржували в графів Ренна верховенство в Бретонській марці. У роках гугенотських воєн Нант твердо стояв на боці Католицької ліги і не відкрив своїх воріт Генріхові IV до самого підписання 1598 року Нантського едикту про віротерпимість.
Після вандейського заколоту в Нанті розгорнув бурхливу діяльність комісар Жан-Батіст Карр'є, який замінив гільйотину швидшим способом убивства — масовим затопленням невгодних.
Під час Другої світової війни Нант пережив німецьку окупацію і був сильно зруйнований. Група руху опору, якою керував Спартако Гіско, стратила німецького коменданта Карла Хоца.
У XX столітті «західна Венеція» (традиційний перифраз Нанта, помережаного численними струмками й річками) була перебудована до невпізнання. Річкові протоки засипано, а на їхньому місці прокладено дороги; водночас залізниця, що перетинала все місто, стала підземною. 1961 року знову відкрився Нантський університет (колишній, заснований ще 1490 року, був закритий під час Французької революції).

## Культура

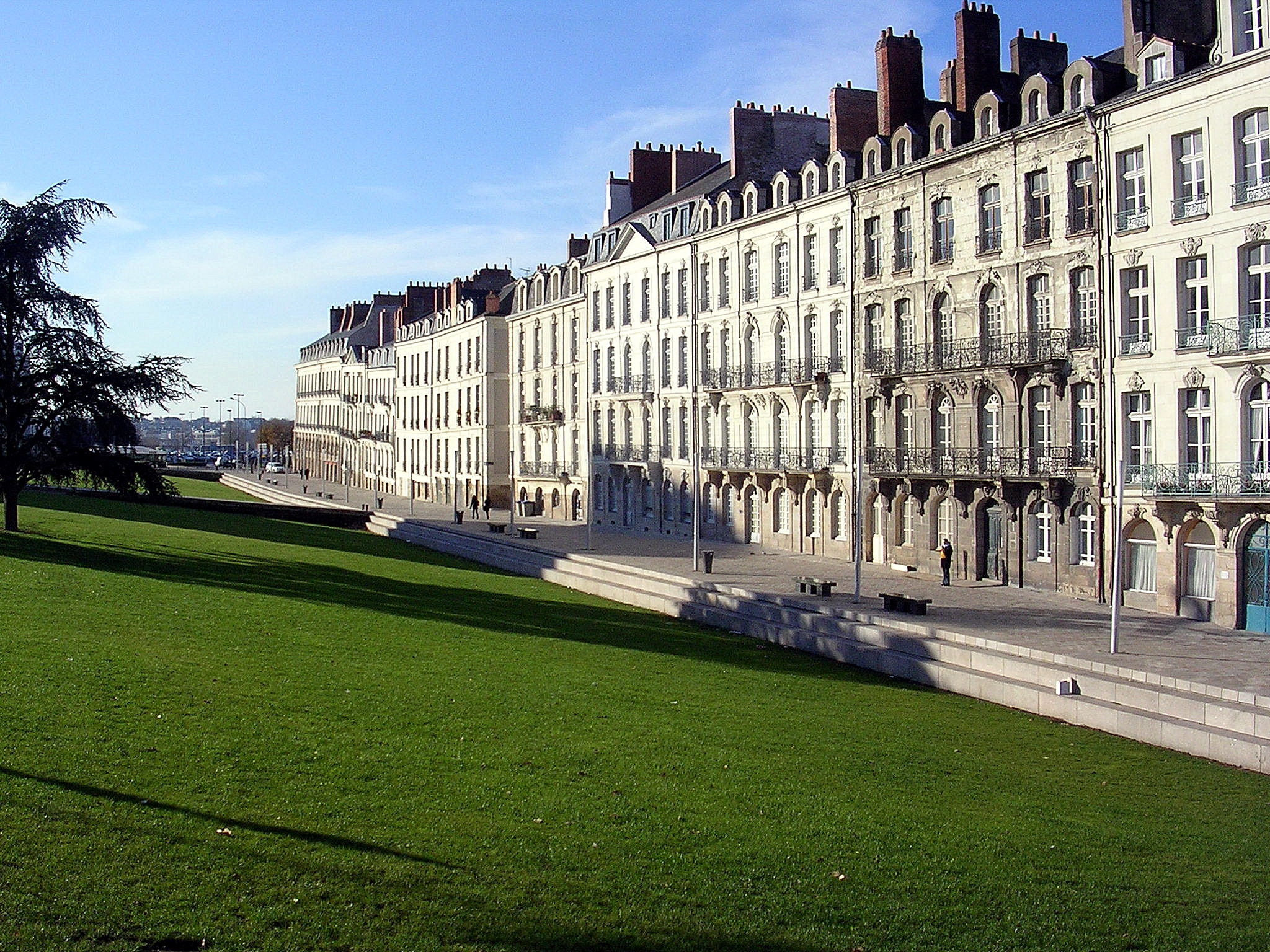
Купецькі маєтки XVIII століття на острові Фейдо, де народився Жуль Верн

Своїм архітектурним виглядом Нант не справляє враження давнього міста. З пам'яток старовини після британських бомбардувань 1943 року були ретельно відреставровані середньовічні Нантський собор і Герцогський замок.
У Нанті є кілька музеїв:
- Музей образотворчого мистецтва, відкритий 1804 року, з доволі примітною художньою колекцією XVI—XX століть;
- Археологічний музей Нанта, відомий своїми колекціями. Музей організаційно об'єднаний із музеєм Добре, заснованим приватним колекціонером (1896);
- Музей народного й декоративного мистецтва Бретані;
- Музей міста Нант.

Від 1943 року в Нанті базується однойменний футбольний клуб. Від 1979 року в Нанті проводиться Кінофестиваль трьох континентів. Від 2007 року в Нанті функціонує парк технічних атракціонів, інспірованих творами Жуля Верна, під назвою «Машини острова».

## Освіта
У місті діють Нантський університет, Нантська школа менеджменту, Центральна школа Нанта.

## Демографія
Динаміка населення (Cassini і INSEE ):
Розподіл населення за віком та статтю (2006):
| Стать | Всього  | До 15 років | 15-24  | 25-44  | 45-64  | 65-85  | Понад 85 |
| --- | ------- | ----------- | ------ | ------ | ------ | ------ | -------- |
| Чоловіки | 133 760 | 22 885      | 27 103 | 42 681 | 27 189 | 12 507 | 1395     |
| Жінки | 149 073 | 22 424      | 29 949 | 40 364 | 31 202 | 21 129 | 4005     |
| \| Статево-вікова піраміда \| Статево-вікова піраміда \| Статево-вікова піраміда \| \| ----------------------- \| ----------------------- \| ----------------------- \| \| Чоловіки \| Вік \| Жінки \| \| 1395 \| 85 + \| 4005 \| \| 2295 \| 80-84 \| 5103 \| \| 3248 \| 75-79 \| 5708 \| \| 3299 \| 70-74 \| 5323 \| \| 3665 \| 65-69 \| 4995 \| \| 4427 \| 60-64 \| 5482 \| \| 7158 \| 55-59 \| 8035 \| \| 7626 \| 50-54 \| 8856 \| \| 7978 \| 45-49 \| 8829 \| \| 8175 \| 40-44 \| 8819 \| \| 9251 \| 35-39 \| 8855 \| \| 11 352 \| 30-34 \| 10 139 \| \| 13 903 \| 25-29 \| 12 551 \| \| 16 796 \| 20-24 \| 18 450 \| \| 10 307 \| 15-20 \| 11 499 \| \| 7251 \| 10-14 \| 7212 \| \| 7477 \| 5-9 \| 7018 \| \| 8157 \| 0-4 \| 8194 \| |         |             |        |        |        |        |          |
| Статево-вікова піраміда |         |             |        |        |        |        |          |
| Чоловіки | Вік     | Жінки       |        |        |        |        |          |
| 1395 | 85 +    | 4005        |        |        |        |        |          |
| 2295 | 80-84   | 5103        |        |        |        |        |          |
| 3248 | 75-79   | 5708        |        |        |        |        |          |
| 3299 | 70-74   | 5323        |        |        |        |        |          |
| 3665 | 65-69   | 4995        |        |        |        |        |          |
| 4427 | 60-64   | 5482        |        |        |        |        |          |
| 7158 | 55-59   | 8035        |        |        |        |        |          |
| 7626 | 50-54   | 8856        |        |        |        |        |          |
| 7978 | 45-49   | 8829        |        |        |        |        |          |
| 8175 | 40-44   | 8819        |        |        |        |        |          |
| 9251 | 35-39   | 8855        |        |        |        |        |          |
| 11 352 | 30-34   | 10 139      |        |        |        |        |          |
| 13 903 | 25-29   | 12 551      |        |        |        |        |          |
| 16 796 | 20-24   | 18 450      |        |        |        |        |          |
| 10 307 | 15-20   | 11 499      |        |        |        |        |          |
| 7251 | 10-14   | 7212        |        |        |        |        |          |
| 7477 | 5-9     | 7018        |        |        |        |        |          |
| 8157 | 0-4     | 8194        |        |        |        |        |          |

## Економіка
2010 року серед 201 106 осіб працездатного віку (15—64 років) 141 572 були активними, 59 534 — неактивними (показник активності 70,4%, у 1999 році було 65,6%). З 141 572 активних мешканців працювали 121 422 особи (62 030 чоловіків та 59 392 жінки), безробітними було 20 150 (10 211 чоловіків та 9939 жінок). Серед 59 534 неактивних 34 721 особа була учнем чи студентом, 10887 — пенсіонерами, 13926 були неактивними з інших причин.

2010 року в муніципалітеті числилося 128496 оподаткованих домогосподарств, у яких проживало 258006,5 особи, медіана доходів виносила 19 656 євро на одного особоспоживача.

### Промисловість

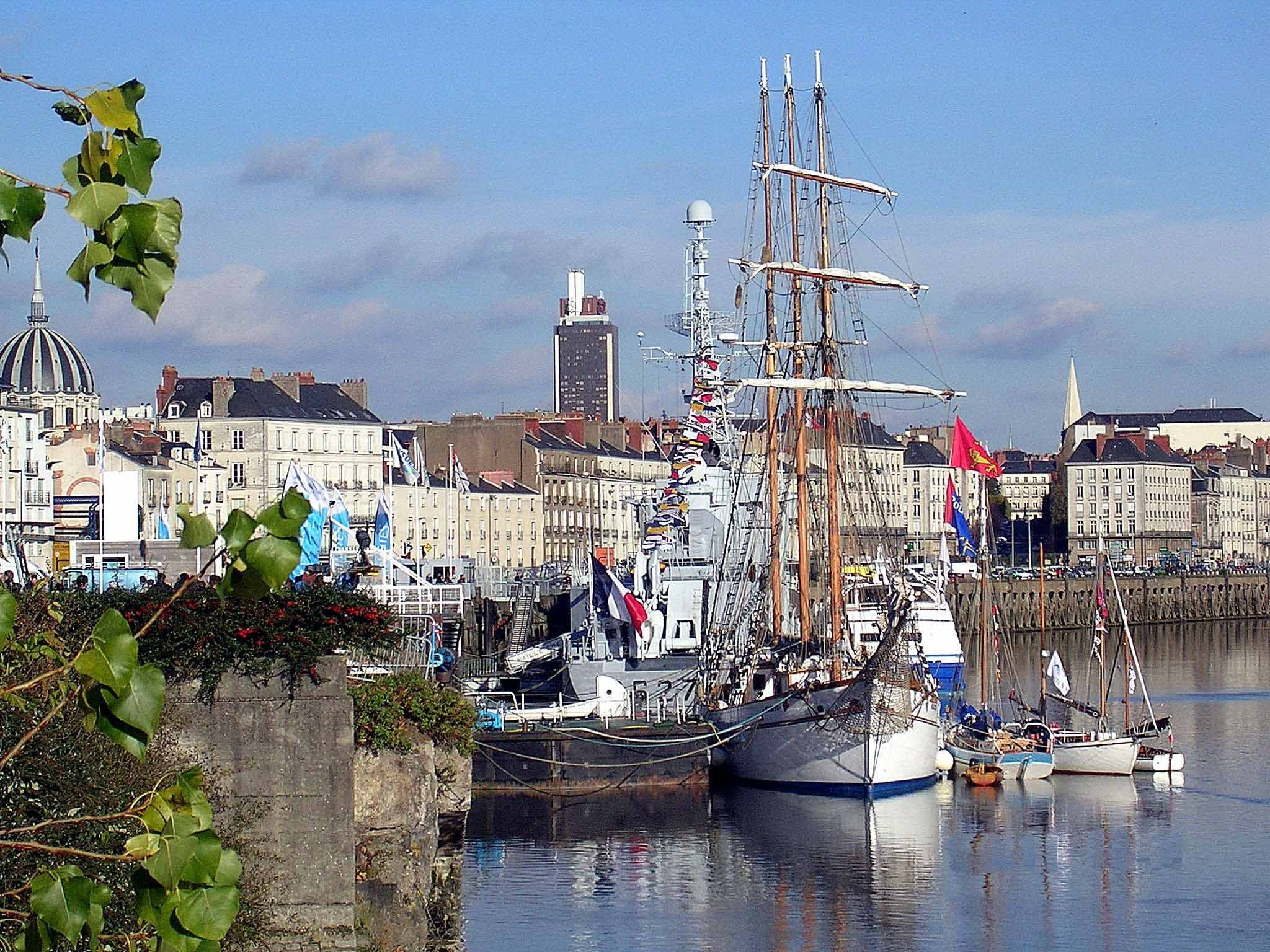

Нант — порт на річці Луара. Вантажообіг (з аванпортом Сен-Назер) понад 20 млн т на рік.
Крім того:
- металургія
- машинобудування
- хімічна промисловість
- нафтопереробна промисловість

### Транспорт
Вантажообіг Нантського порту (з аванпортом Сен-Назер) понад 20 млн т на рік.
Основна транспортна система міста — Нантський трамвай, найбільша трамвайна мережа у Франції та перший у Європі трамвай нового покоління (сучасну систему відкрито 1985 року; на 2008 рік — 3 лінії, 90 станцій). Є також автобус і річковий транспорт на Луарі та Ердрі.

## Уродженці
- Ламберт (796—836) — граф Нантський і префект Бретонської марки між 818 і 831, герцог Сполетський з 834.
- Людовик-Шарль дю Шаффо (1708—1794) — адмірал, учасник Війни за австрійську спадщину, Семирічної війни, Війни за незалежність США.
- Едуар Шассеньяк (1804—1879) — французький лікар-хірург.
- Жуль Верн (1828—1905) — французький письменник.
- Арман Тірар (1899—1975) — французький кінооператор.
- Ульріш Раме (* 1972) — відомий у минулому французький .футболіст, воротар.
- Абдулай Туре (* 1994) — французький футболіст, півзахисник.
- Імран Луза (* 1999) — марокканський футболіст, півзахисник.

## Міста-побратими
- Кардіфф, Велика Британія (1964)
- Саарбрюкен, Німеччина (1965)
- Тбілісі, Грузія (1979)
- Сієтл, США (1980)
- Джексонвілл, США (1985)
- Циндао, Китай (2005)
- Ніїґата, Японія (2009)